# Fidelity (canción)
«Fidelity» es una canción de Regina Spektor de su álbum de 2006 Begin to Hope. Se publicó el 9 de diciembre de 2006.

## Lírica y melodías
Líricamente, la canción aborda la situación de «intentar contenerse para proteger el corazón de uno, que finalmente termina por romperse de todas maneras». Regina hace uso de la técnica vocal de improvisación scat y el gancho en el estribillo «ha-ha-ha-ha-heart». El productor David Kahne realizó los arreglos de voz de la cantante, «racionalizándolos», y logró que las vocales sean comparadas con el estilo de artistas como Norah Jones o Dido. La musicalización comprende sintetizadores, instrumentos de cuerda y una marcada percusión. El piano, el instrumentos habitual en las composiciones de Spektor, no se destaca en la canción. Contiene un sample de instrumentos de cuerdas, que construye un ritmo «minimalista» y permite el desenvolvimiento de la voz de la cantautora.
En líneas generales, la publicación Entertainment Weekly la describió como «suave y elegante», mientras que el sitio web español Jenesaispop afirmó que de las canciones del álbum Begin to Hope, «Fidelity» es la mayor exponente de los géneros pop y electrónico, y aventuró que esto alejó a Spektor de sus raíces antifolk. Nick Levine de Digital Spy le otorgó al sencillo la positiva calificación de cuatro estrellas de cinco. Rolling Stone ha descrito el estilo musical de «Fidelity» como «inspirador y vivaz a pesar de su letra intensa» o en ocasiones como «juguetón».

## Video musical
La canción cuenta con un video musical. Durante gran parte del mismo, la paleta de colores de la escenografía es en blanco y negro. Regina Spektor es la protagonista y en él se la ve interactuando de manera «excesivamente formal» con un hombre invisible. Conforme la canción alcanza su clímax y en concordancia con la letra, Spektor deja caer un pendiente con forma de corazón que estalla en pedazos en el piso y libera pigmentos de colores contenidos en su interior, una metáfora de «literalmente dejarse romper el corazón». Esto provoca que su pareja se materialice delante de sus ojos, rol interpretado por Scoot McNairy.
La dirección corrió por cuenta de Marc Webb, quien un año después también dirigiría el video musical del sencillo de Spektor «Better», Michael Angelos fue el productor junto a la compañía DNA; Matthew Santo se encargó de la fotografía y Lenny Mesina lo editó. Steven Gottlieb de Videostatic.com opinó que el video «logra darle a Spektor la apariencia y categoría de un sello mayor, pero preservando sus peculiaridades y personalidad».
En 2007 Webb recibió dos nominaciones por el video de «Fidelity» en la decimosexta gala anual de los Music Video Production Association Awards (MVPA Awards), en la categoría mejor dirección del video de una artista femenina y mejor dirección de video del género adulto contemporáneo. Los premios se orientan a destacar los logros de técnicos y productores de videos musicales. Tras su publicación en YouTube, consechó más de 200 000 reproducciones en dos días y la cadena de televisión VH1 lo transmitió en repetidas ocasiones.

## Interpretaciones y presencia en medios
«Fidelity» es una de las cuatro canciones que conforman el segundo EP en vivo de Regina Spektor Live in California 2006, lanzado en febrero de 2007 por medio de Sire y Warner Bros Records. La canción formó parte del repertorio del tercer álbum en vivo de la cantante, Live in London de 2010, lanzado también como DVD. AllMusic la destacó en conjunto con las pistas «On the Radio», «Eet», «Blue Lips», «Wallet», «Man of a Thousand Faces», «Us», «Dance Anthem of the 80's» y «Après Moi». Asimismo, «Fidelity» se puede encontrar en el álbum compilatorio de 2008 Revolutions in Sound: Warner Bros. Records - The First 50 Years, editado por Warner Bros. Records, que recopila una selecta variedad de canciones de artistas de esta discográfica, entre ellos Spektor. En medios audiovisuales, «Fidelity» se pudo escuchar en capítulos de series de televisión como Veronica Mars, Side Order of Life, Grey's Anatomy, y Las Vegas; en películas, integró la banda sonora de los filmes de 2010 8 Uhr 28 y Love and Other Drugs.
Durante enero de 2007 la canción se utilizó en publicidades de programas de radio de rock moderno y top 40 de música adulta. En 2009 la cantante y EMI Records concedieron permiso al colectivo progresista estadounidense Courage Campaign de utilizar la canción como cortina musical de su video «Don't Divorce Us» (traducido del inglés como «No nos divorcien»). El mismo abogaba por el derecho al matrimonio entre personas del mismo sexo y encabezó la campaña de los activistas para instar al público a pedir la revocación del referéndum Proposición 8 de California, Estados Unidos. Rick Jacobs, fundador y presidente de Courage Campaign, habló de la pista como un «himno» de su movimiento, mientras que Spektor declaró que el video «es el uso más lindo de (su) canción». En una semana el videoclip alcanzó las 537 000 visitas en la web, y se adaptó también en un comercial de 60 segundos para la televisión.

## Rendimiento comercial
«Fidelity» es el único sencillo de Regina Spektor con ventas certificadas. La Recording Industry Association of America (RIAA) le otorgó un disco de oro: el organismo certificó el 22 de febrero de 2008, casi dos años después de su lanzamiento, que el volumen de ventas del sencillo en Estados Unidos había superado las 500 000 copias. Para mediados de 2009 el número ascendió a 716 000 de acuerdo con Nielsen Soundscan.
Diversas publicaciones han señalado a «Fidelity» como la canción más popular de Regina Spektor. Rolling Stone Argentina se refirió a ella como «su hit más tangible», opinión que comparte el diario brasilero Veja; para Digital Spy es el «hit más accesible»  que permitió que el estilo de Spektor «sea atractivo a una mayor audiencia». Los oyentes de la radio Left of Center de Sirius la votaron canción del año.

## Lista de canciones y formatos
| N.º | Título      | Duración |  |
| 1.  | «Fidelity»  | 3:48     |  |
| 2.  | «Music Box» | 2:07     |  |

| Sencillo en vinilo de 7 pulgadas (Europa) |                                                              |          |  |
| N.º                                       | Título                                                       | Duración |  |
| 1.                                        | «Fidelity» (lado A)                                          | 3:48     |  |
| 2.                                        | «Music Box» (lado B, de la edición de lujo de Begin to Hope) | 2:07     |  |

| Sencillo en CD con empaque de cartón (cardboard sleeve) (Europa) |             |          |  |
| N.º                                                              | Título      | Duración |  |
| 1.                                                               | «Fidelity»  | 3:48     |  |
| 2.                                                               | «Music Box» | 2:07     |  |

| Sencillo promocional en CD con empaque de cartón (cardboard sleeve) (Europa) |                                |          |  |
| N.º                                                                          | Título                         | Duración |  |
| 1.                                                                           | «Fidelity» (versión del álbum) | 3:48     |  |

| Sencillo promocional en CD con caja de plástico (jewel case) (Estados Unidos) |                                |          |  |
| N.º                                                                           | Título                         | Duración |  |
| 1.                                                                            | «Fidelity» (versión del álbum) | 3:47     |  |

| Sencillo promocional en CD con caja de plástico (jewel case) (Estados Unidos) |                                |          |  |
| N.º                                                                           | Título                         | Duración |  |
| 1.                                                                            | «Fidelity» (versión del álbum) | 3:47     |  |

| Sencillo promocional con un CD y dos DVD (Digipak) |                                       |          |  |
| N.º                                                | Título                                | Duración |  |
| 1.                                                 | «Fidelity» (CD, versión del álbum))   | 3:49     |  |
| 2.                                                 | «Fidelity» (DVD 1, video musical)     |          |  |
| 3.                                                 | «On the Radio» (DVD 2, video musical) |          |  |

| Maxisencillo (Europa) |                                                                 |          |  |
| N.º                   | Título                                                          | Duración |  |
| 1.                    | «Fidelity»                                                      | 3:48     |  |
| 2.                    | «Music Box» (de la versión de lujo del álbum)                   | 2:07     |  |
| 3.                    | «December» (canción grabada en el Gramercy Post, en Nueva York) | 2:09     |  |
| 4.                    | «Fidelity» (video musical)                                      | 3:48     |  |

| Sencillo en CD (Australia) |                                                                 |          |  |
| N.º                        | Título                                                          | Duración |  |
| 1.                         | «Fidelity»                                                      | 3:48     |  |
| 2.                         | «Music Box» (de la versión de lujo del álbum)                   | 2:07     |  |
| 3.                         | «December» (canción grabada en el Gramercy Post, en Nueva York) | 2:09     |  |

| Sencillo en CD (Europa) |             |          |  |
| N.º                     | Título      | Duración |  |
| 1.                      | «Fidelity»  | 3:49     |  |
| 2.                      | «Music Box» | 2:07     |  |

Fuente:Discogs

## Posicionamiento en las listas
La canción se posicionó en diferentes listas musicales de países angloparlantes. En el caso de Nueva Zelanda, la Recording Industry Association of New Zealand (RIANZ) informó que la canción  entró en el decimosexto puesto el 28 de mayo de 2007. Esa misma semana la lista comenzó a contemplar también las descargas digitales para calcular el volumen total de venta, hecho que contribuyó al buen posicionamiento de «Fidelity».
Con el lanzamiento en 2010 del álbum en vivo Live in London, donde se incluyó «Fidelity», la canción volvió a circular en los rankings cuatro años después de su lanzamiento, y debutó en listas en las que anteriormente no pudo. Es el caso de algunas de Billboard como Digital Songs, Hot Digital Tracks y Hot Videoclip Tracks.
| País           | Lista                          | Mejor posición | Ref.   |
| -------------- | ------------------------------ | -------------- | ------ |
| Reino Unido    | UK Singles Chart               | 45             | [ 32 ] |
| Estados Unidos | Billboard Hot 100              | 51             | [ 33 ] |
| Estados Unidos | Billboard Pop 100              | 46             | [ 34 ] |
| Estados Unidos | Bubbling Under Hot 100         | 3              | [ 35 ] |
| Estados Unidos | Adult Pop Songs                | 33             | [ 36 ] |
| Estados Unidos | Digital Songs (en 2010)        | 30             | [ 29 ] |
| Estados Unidos | Hot Digital Tracks (en 2010)   | 24             | [ 30 ] |
| Estados Unidos | Hot Videoclip Tracks (en 2010) | 10             | [ 31 ] |
| Australia      | Australian Singles Chart       | 50             | [ 37 ] |
| Nueva Zelanda  | RIANZ                          | 16             | [ 27 ] |